# 赛康百货
赛康百货是中国西藏自治区拉萨市的一家商场，位于拉萨市北京中路25号，成立于2002年，隶属于西藏赛康集团有限公司。该商场是西藏规模最大，经营品种最全，拥有固定客户最多的零售企业之一。